# Hypnose ericksonienne

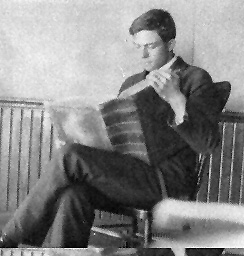
Milton Erickson.

L'hypnose ericksonienne est issue de la pratique de Milton Erickson (1901-1980). 

## Introduction
L’hypnose connait un regain d’intérêt en partie dû à de nouvelles approches médicales et en partie dû au manque de cadre législatif permettant à n'importe qui de s'en prévaloir. Elle prétend répondre à de nombreuses indications telles que l’anxiété, le soulagement de la douleur, la lutte contre les addictions. L’imagerie cérébrale permet une qualification plus précise de cet état de conscience modifié qui est différent du sommeil. Loin de la pratique de spectacle, l’hypnose ericksonienne se veut une pratique humaniste dans laquelle le thérapeute induit chez le patient un état attentionnel particulier propice aux changements souhaités par la personne. L’International society of hypnosis propose de définir l’hypnose comme « un état de conscience incluant une focalisation de l’attention ainsi qu’une attention périphérique diminuée, caractérisé par une capacité accrue à répondre à la suggestion »

## Philosophie
Pour Milton Erickson, l'inconscient est profondément bon et puissant. 